# 長瀬英男
長瀬 英男（ながせ ひでお、1930年11月17日 - 2012年9月2日）は、日本の経営者。長瀬産業社長を務めた。

## 経歴
兵庫県出身。1954年に東京大学法学部を卒業し、同年に住友銀行に入行。1955年11月に長瀬産業に転じ、1963年9月に取締役に就任し、1966年5月に常務、1975年5月に専務を経て、1982年1月に副社長に就任し、1987年6月には社長に昇格。1999年6月には会長に就任。
1993年4月に藍綬褒章を受章し、2002年4月に勲三等瑞宝章を受章。
2012年9月2日、心不全のために死去。81歳没。